# Snackautomat

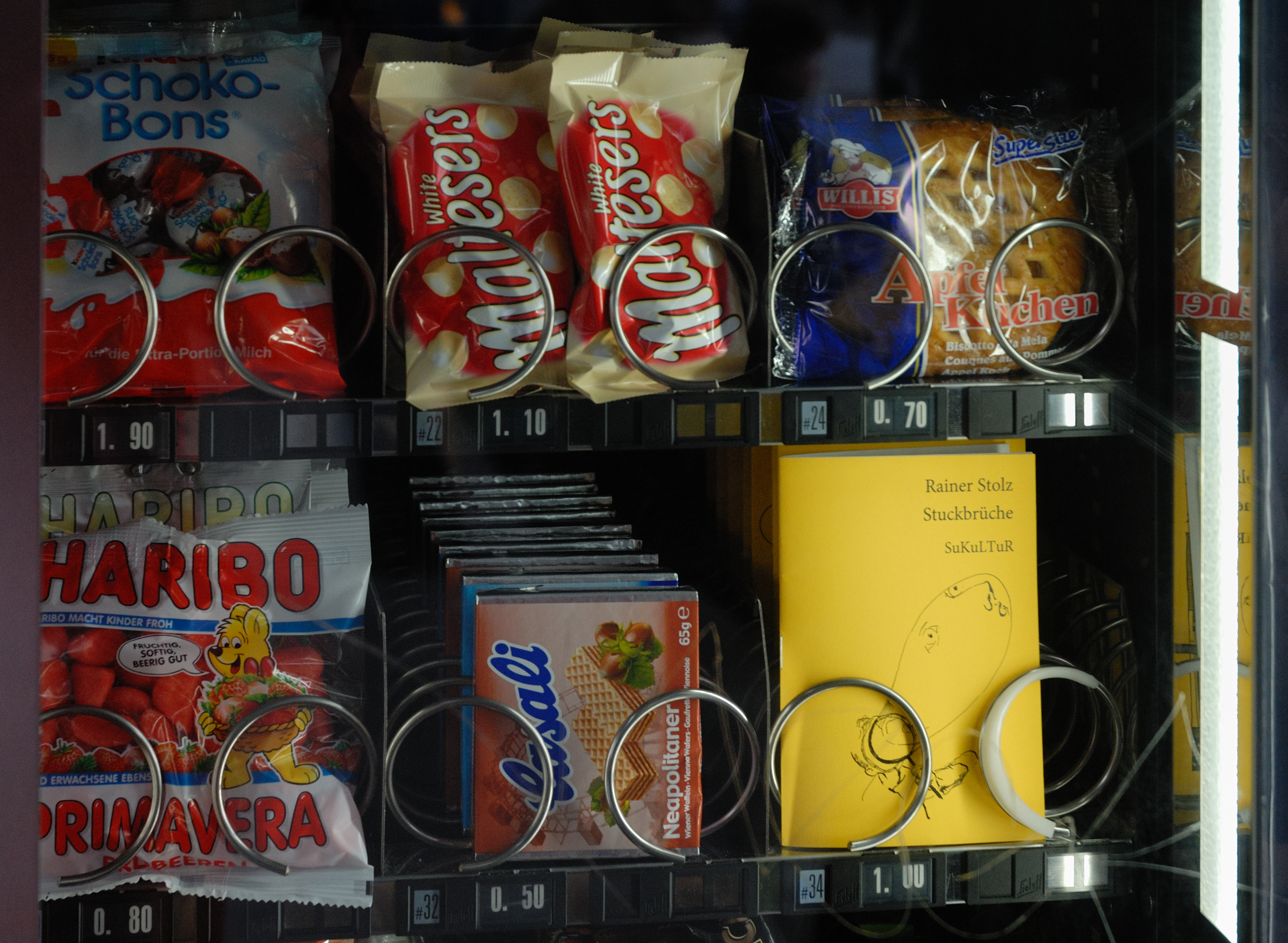
Süßigkeiten und Bücher in einem Snackautomaten

Ein Snackautomat (auch Süßwarenautomat, Verpflegungsautomat oder Lebensmittelautomat genannt) ist ein Selbstbedienungsautomat, der zur Ausgabe von Snacks, häufig aber auch Getränken, aufgestellt ist. In vielen Automaten gibt es Schokoriegel und Fruchtgummis, aber auch Kekse, Chips und kleine Gebäcke. Oft befinden sich diese Automaten an Bahnsteigen und Bahnhöfen. Auch in vielen Unternehmen sowie Schulgebäuden und Krankenhäusern werden Snackautomaten zur Verfügung gestellt. 

## Beschreibung
Je nach Bauart wird zwischen Spiralautomaten (hier liegen die Produkte in einer Spirale sortiert hintereinander und werden bei Entnahme über die Spirale nach vorne transportiert) und Trommelautomaten unterschieden (hier sind die Produkte in Ebenen angeordnet, dadurch ist der Operator relativ frei in der Wahl der Produkte). Die Automaten funktionieren in der Regel über einen Münzeinwurf; durch ein Display wird die gewünschte Ware angewählt. Moderne Automaten haben eine Geldrückgabe- sowie eine Wechselgeldfunktion oder bieten bargeldloses Zahlen via Kreditkarte oder SMS bzw. Smartphone an.

## Galerie

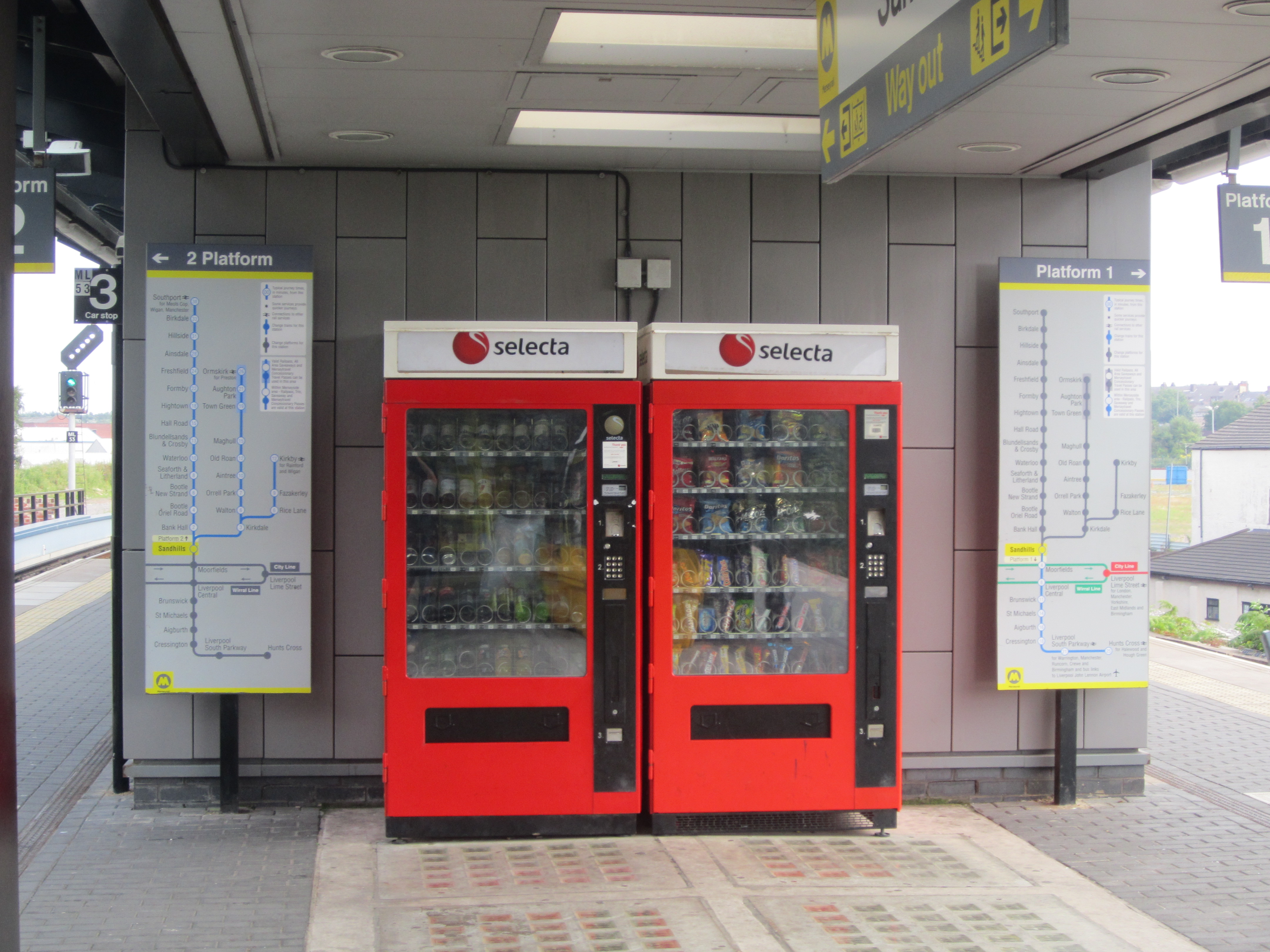
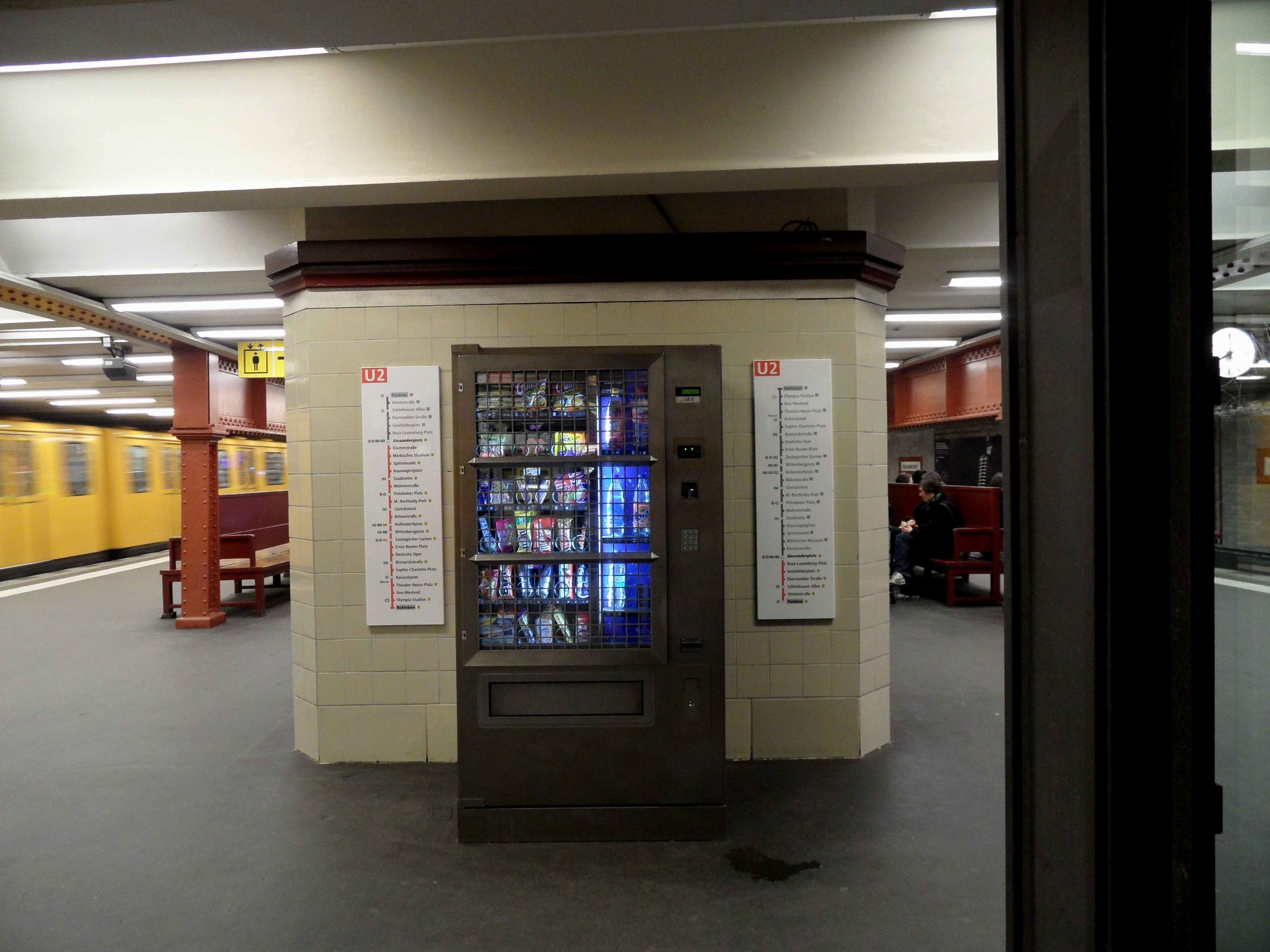
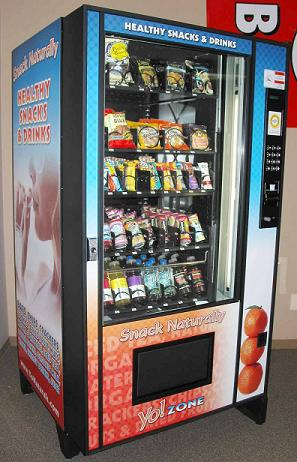
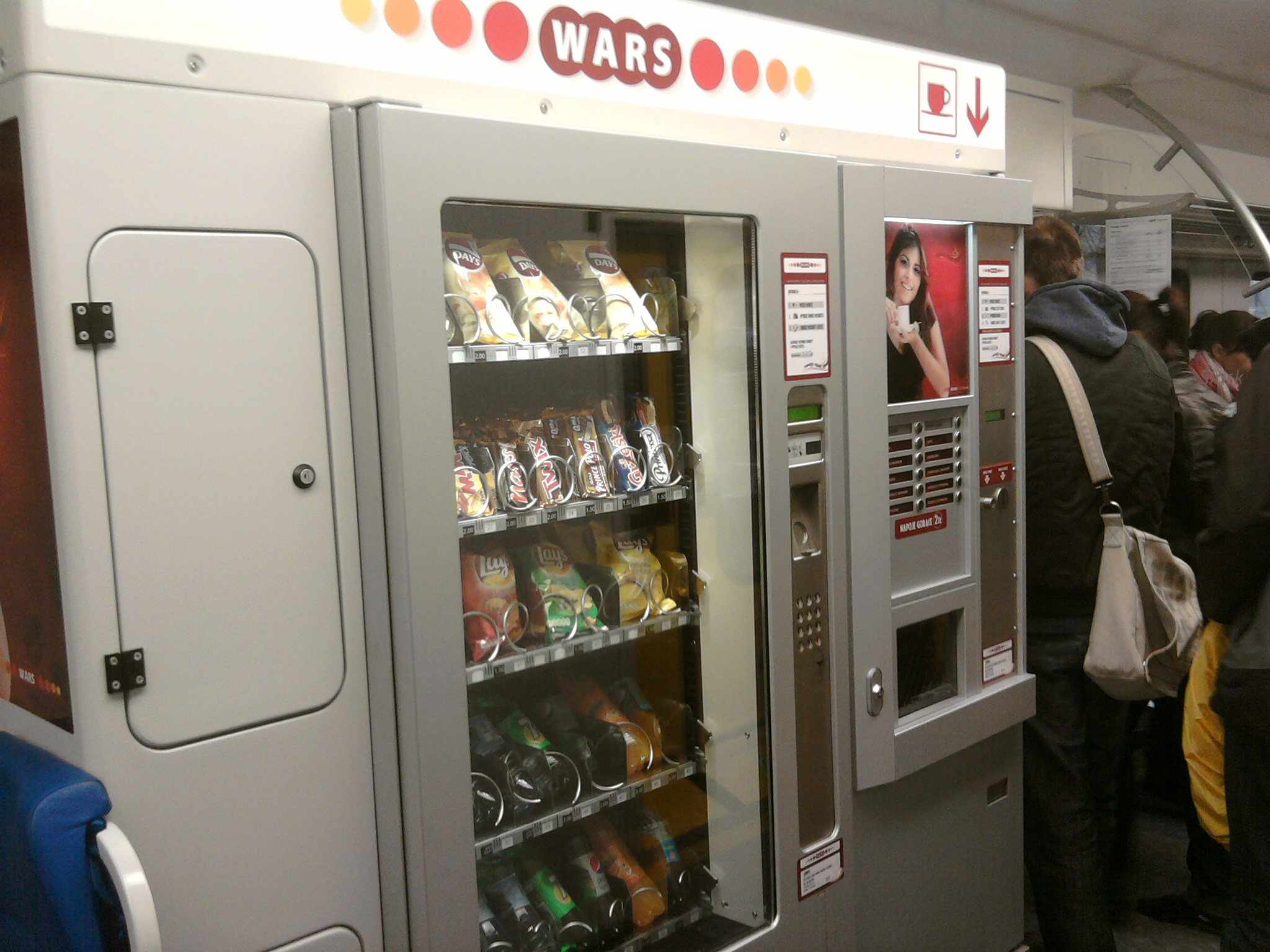
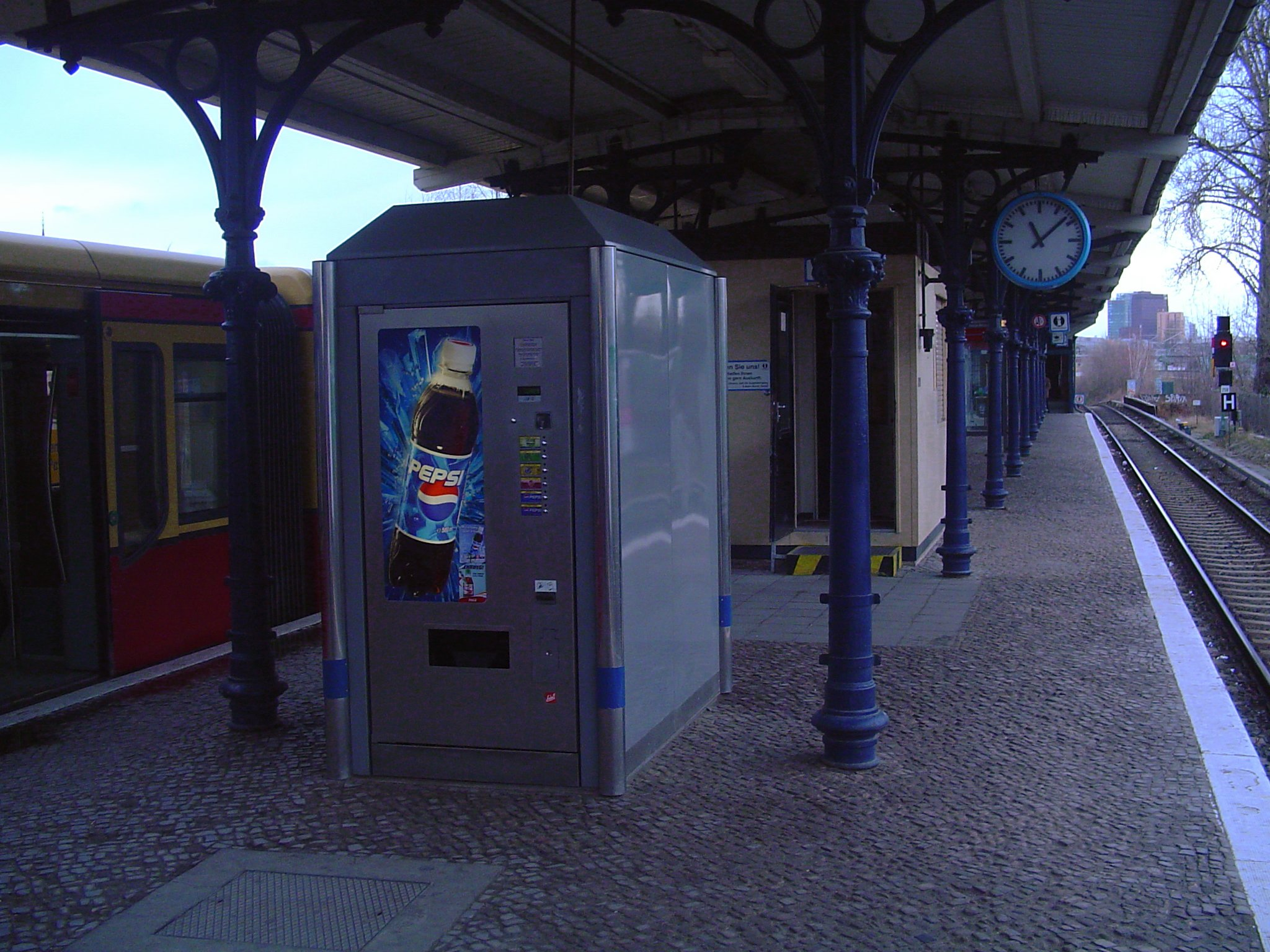
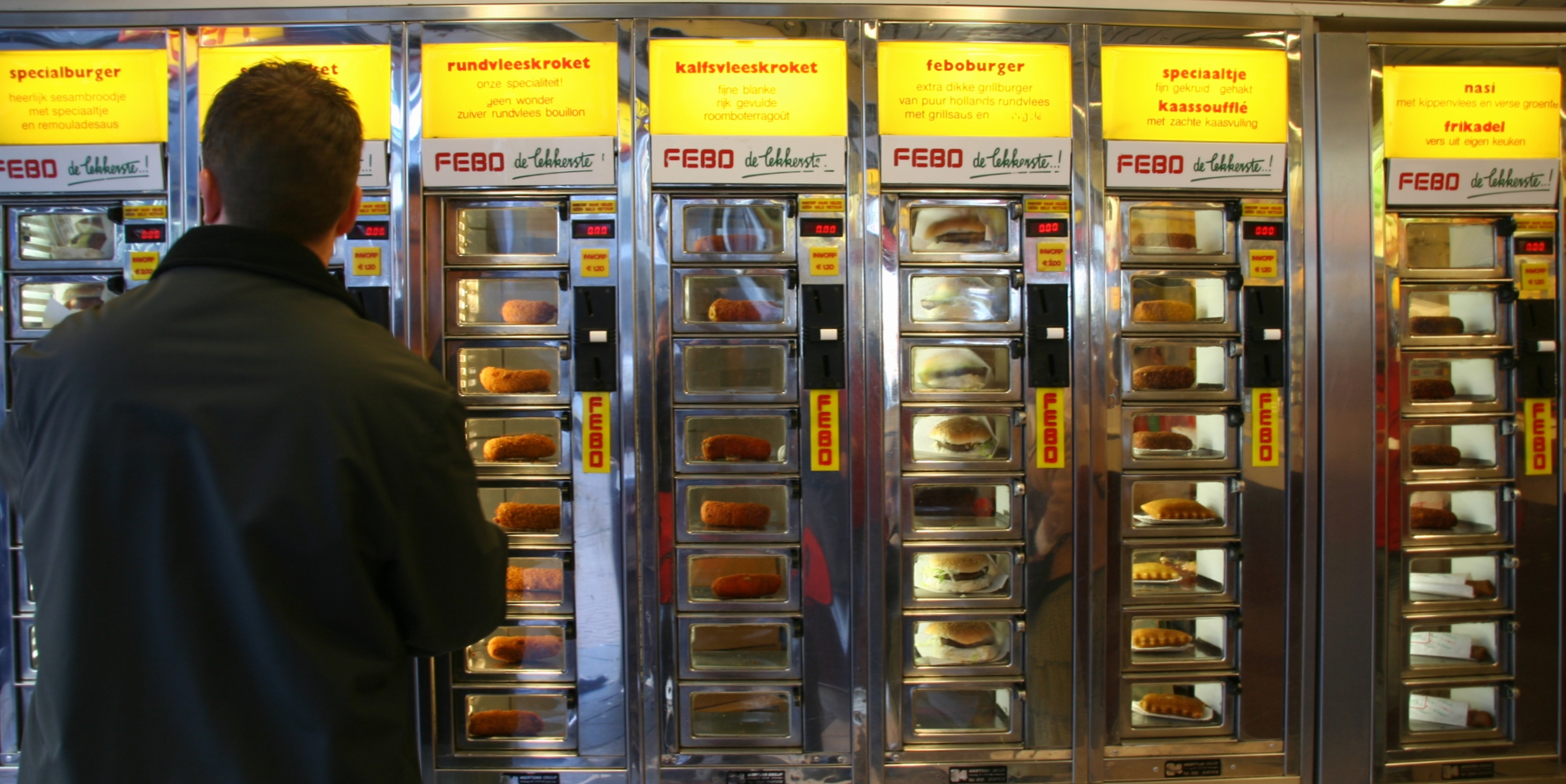
Automatenrestaurant mit Fast Food